# Gongylidiellum murcidum
Gongylidiellum murcidum es una especie de araña araneomorfa del género Gongylidiellum, familia Linyphiidae. Fue descrita científicamente por Simon en 1884.
Se distribuye por Europa, Turquía, Rusia (Europa a Siberia Occidental), Irán, Turkmenistán y Japón. El cuerpo del macho mide aproximadamente 1,4-2 milímetros de longitud y el de la hembra 1,5-2,3 milímetros.